# Vilém Zajíc z Hazmburka (probošt)
Vilém Zajíc z Hazmburku (Wilhelmus de Hasenburg, † před rokem 1407?) byl 25. proboštem litoměřické kapituly sv. Štěpána v letech 1398–1406.

## Rodový původ
Vilém Zajíc z Hazmburka pocházel z rodu Zajíců, který se odvolával svým původem až k legendární postavě starých českých dějin – Bivojovi. Původně rodina používala přídomek z Valdeka a teprve v letech 1335–1336 dostal Vilémův příbuzný Zbyněk Zajíc z Hazmburka, od krále Jana Lucemburského hrad Klapý u Libochovic (dnešní Hazmburk) včetně městečka Budyně nad Ohří a dalších lokalit v okolí. Od přesídlení do litoměřického regionu začal rod důsledně používat přídomek Zajícové z  Hazmburka. Otcem probošta Viléma Zajíce z Hazmburka byl Vilém, syn Hynka Zajíce, jehož otcem byl Zbyňkův bratr Oldřich. Hynkovi a jeho potomkům patřil hrad Pihel.
Rod Zajíců byl významný a vlivný. Zajícové, respektive jejich předchůdci páni z Valdeka, založili již 26. března 1262 klášter augustiniánů poustevníků s kostelem Zvěstování Panny Marie, zvaný obecně sv. Dobrotivé (sv. Benigny) v Zaječově na Berounsku. Značná část pánů Zajíců se stala členy tohoto kláštera augustiniánů-eremitů.

## Církevní kariéra
Vilém byl rodiči donucen přijmout svěcení na subjáhna, ale roku 1362 mu papež Inocenc VI. (1352–1362) udělil dispens od církevních povinností. Duchovním se stal také Vilémův strýc, mladší bratr Zbyňka, Vilém, který byl 14. března 1395 jmenován proboštem staroboleslavským a již za tři roky 16. listopadu 1398 proboštem litoměřickým.

## Situace v litoměřické kapitule
V litoměřické kapitule byl členem kanovník Tomášek, který pobíral pouze polovinu platu a byl dvorním kaplanem krále Václava IV. Král dal souhlas, aby na proboštském statku Křešice zřídil vinice. Pokud by chtěl kanovník Tomášek založit další vinice, byl povinen z nich odevzdávat desátky králi. Od 22. března 1399 Tomášek odevzdával ročně z Křešic králi 30 pint piva (1 pinta = cca 2 litry). Proboštskému vikáři a vikáři kanovníka Řehoře byly věnovány pozemky k založení vinic. Jeho sakristián byl povinen sloužit každý týden dvě mše svaté. Vztahy mezi proboštstvím a městem Litoměřice nebyly v tomto krátkém období napjaté, spíše se projevovala oboustranná tolerance, neboť někteří páni Zajícové z Hazmburku byli podobojí.
Probošt Vilém Zajíc využil svého práva jmenování farářů při kapitule roku 1401, ve farním kostele Křešice 1402, Slatině 1405 a kostele sv. Jana Křtitele v Litoměřicích 1406. Ale již déle byl nemocen a někdy na konci roku 1406 zemřel.